# Цемент
Ово је чланак о грађевинском материјалу. За чланак о делу зуба, погледајте Цемент (зуб)
Цемент је хидрауличко минерално везиво које се добија млевењем тзв. портланд цементног клинкера - вештачког каменог материјала који се ствара печењем кречњака и глине, температура печења је 1350-1450°C. Енглески инжењер Joseph Aspdin патентирао је Портланд цемент 1824, а назван је по кречњачкој стени Острва Портланд у Енглеској због сличности боје. Поред портланд цементног клинкера, за чије се добијање користи мешавина кречњака и глине у односу 3:1 (однос маса), у цементу је редовно присутна и мања количина гипса (до 5%) који се додаје ради регулисања времена везивања цемента. Портланд цемент карактерише сразмерно константан хемијски састав и то: CaO (везан) 62-67%, SiO2 19-25%, Al2O3 2-8%, Fe2O3 1-5%, SO3 највише 3-4.5%, CaO (невезан) највише 2%, MgO највише 5%, алкалије (Na2O и K2O) 0.5-1.3%.
Цементи се у општем случају могу поделити на врсте и класе. Врсте представљају категорије цемената с обзиром на састав и технологију производње, док класе цемената означавају њихове механичке карактеристике. Деле се у две основне групе: на цементе на бази портланд цементног клинкера и на остале - специјалне врсте цемената.
Светска производња износи око четири милијарде тона годишње, од чега се око половине производи у Кини. Да је цементна индустрија земља, то би био трећи по величини емитер угљен диоксида на свету са до 2,8 милијарди тона, надмашили би га само Кина и Сједињене Државе. Почетна реакција калцинације у производњи цемента одговорна је за око 4% глобалних емисија {\displaystyle {\ce {CO2}}}. Целокупан процес одговоран је за око 8% глобалних емисија {\displaystyle {\ce {CO2}}}, јер се цементна пећ у којој долази до реакције обично ложи угљем или нафтним коксом услед светлећег пламена потребног за загревање пећи зрачењем топлоте. Као резултат, производња цемента је водећи фактор који доприноси климатским променама.

## Хемија
Цементни материјали могу се класификовати у две различите категорије: нехидраулични цементи и хидраулични цементи у складу са њиховим механизмима припреме и очвршћавања. Постављање и отврдњавање хидрауличких цемента укључују реакције хидратације и зато захтевају воду, док нехидраулични цементи реагују само са гасом и могу се директно стврднути под ваздухом.

### Хидраулични цемент
Далеко најчешћа врста цемента је хидраулични цемент, који се стврдњава хидратацијом минерала клинкера када се дода вода. Хидраулични цементи (попут портландског цемента) израђени су од мешавине силиката и оксида, а четири главне минералне фазе клинкера, скраћено у нотацији цементне хемије, су:
: Алит;
: Белит;
: Трикалцијум алуминат (историјски, и још увек повремено, звани силајт);
: Браунмилерит.
Силикати су одговорни за механичка својства цемента - трикалцијум алуминат и браунмилерит су неопходни за стварање течне фазе током процеса синтеровања (печења) клинкера на високој температури у пећи. Хемија ових реакција није потпуно јасна и још увек је предмет истраживања.
Прво се кречњак (калцијум-карбонат) сагорева да би се уклонио његов угљеник, производећи креч (калцијум оксид) у ономе што је познато као реакција калцинације. Ова појединачна хемијска реакција је главни емитер глобалних емисија угљен-диоксида.
Креч реагује са силицијум диоксидом дајући дикалцијум силикат и трикалцијум силикат..
Креч такође реагује са алуминијум оксидом дајући трикалцијум алуминат.
У последњем кораку калцијум оксид, алуминијум оксид и гвожђе оксид реагују заједно и формирају цемент.

### Нехидраулични цемент
Мање уобичајени облик цемента је нехидраулични цемент, као што је гашени креч (калцијум оксид помешан са водом), који се стврдњава карбонацијом у додиру са угљен диоксидом, који је присутан у ваздуху (~ 412  ≃ 0,04 vol. %). Прво се калцијум оксид (креч) производи из калцијум карбоната (кречњак или креда) калцинацијом на температурама изнад 825 ° (1.517 °) око 10 сати при атмосферском притиску:
Калцијум-оксид се затим троши (гаси) мешањем са водом да би се добио гашени креч (калцијум хидроксид):
Када се вишак воде потпуно испари (овај процес се технички назива подешавање), започиње карбонизација:
Ова реакција је спора, јер је парцијални притисак угљен диоксида у ваздуху низак (~ 0,4 милибара). Реакција карбонизације захтева да суви цемент буде изложен ваздуху, те је гашени креч нехидраулички цемент и не може се користити под водом. Овај процес се назива циклус креча.

## Цементи на бази портланд цементног клинкера
То су сви цементи који се производе млевењем портланд цементног клинкера. У ту групу спадају цементи који поред портланд цементног клинкера садрже и друге различите додатке који мењају својства портланд цемента у зависности од садржаја. Повећавањем ових додатака јасно ће се јаче испољити разлике између ових цемената и чистог портланд цемента. Иако чврстоће ових цемената у почетку су мање од чврстоћа чистог портланд цемента они углавном при већим старостима од 28 дана, надмашују те чврстоће. Због тога имају исте класе као и чист портланд цемент. Такође у зависности од садржаја ових додатака, мењају се и захтеви за количином воде, нарочито ако се као додатак појављују пуцолани.

### Портланд цемент
Овај цемент нема других састојака осим оних који улазе у састав портланд цементног клинкера, изузев додатака гипса који је неопходан ради регулисања времена везивања. Ово је несумњиво најзначајнија врста цемента, пошто она представља основ за добијање већине других врста цемента. У светским оквирима од укупне производње свих цемената на портланд цемент отпада око 70%. Међутим код нас овај цемент учествује са свега 5%. Код нас је највећа производња цемената са додацима згуре и/или пуцолана. Специфична маса портланд цемента је најмање 3000 kg/m³, док му је специфична површина најмање 2400 cm²/g.

### Портланд цемент са додатком згуре
Овај цемент се добија млевењем портланд цементног клинкера, гипса и највише 30% гранулисане згуре високих пећи. Карактерише се нешто смањеним релативним чврстоћама, али и порастом каснијих чврстоћа. То значи да овај цемент има нешто спорију хидратацију у односу на чист портланд цемент. Специфична маса му је по правилу нешто мања од 3000 kg/m³, док му је специфична површина већа од 2400 cm²/g.

### Портланд цемент са додатком пуцолана
У овом цементу поред самлевеног портланд цементног клинкера и гипса, присутан је и известан додатак пуцолана који по нашим стандардима не прелази границу од 30%. Овај цемент карактерише спорије очвршћавање. Међутим крајње чврстоће после дугог временског периода су веће него код чистог портланд цемента. Једна од битних карактеристика је његова сразмерно ниска топлота хидратације.

### Портланд цемент са мешаним додатком
У састав овог цемента поред портланд цемента и гипса улази и мешани додатак који се састоји од гранулисане згуре и природног или вештачког пуцолана.

### Металуршки цемент
Овај цемент је у суштини портланд цемент са додатком згуре код кога садржај згуре износи преко 30%, овај садржај обично не прелази границу од 85%. Код металуршког цемента су још јаче изражене особине спорије хидратације и мање специфичне масе. Овај цемент је отпорнији од портланд цемента на различита агресивна дејства. Он је постојан у водама које садрже хлориде, сулфате, алкалије, а такође показује и велику постојаност у морској води.

### Пуцолански цемент
Портланд цемент са садржајем пуцолана од преко 30%, па је тиме код овог цемента још спорији процес хидратације, као и очвршћавања. Пуцолански цемент је отпоран на агресивно дејство морске воде.

### Металуршки цемент са додатком пуцолана
У њему је присутно изнад 30% гранулисане згуре, док се садржај природног или вештачког пуцолана креће у границама од 5 до 40%.

### Сулфатноотпорни цементи
Обичан портланд цемет није отпоран према деловању сулфата јер садржи значајан постотак минерала C3A (понекад и до 15%). Да би се добио цемент отпоран према сулфатима, садржај C3A у њему треба да је мали (до 5%) или да га уопште нема. Ово се углавном постже корекцијом сировине у смислу смањивања садржаја Al3O3, а повећања садржаја Fe2O3.

## Специјалне врсте цемента

### Алуминатни цемент
То је цемент који се добија жарењем мешавине кречњака и боксита уз додатак силицијумдиоксида и оксида гвожђа. Жарење се врши у специјалним електропећима на температури 1500-1550°C. После фине мељиве овако добијеног алуминатног клинкера добијени цемент се може одмах употребити. Основни минерали који улазе у састав алуминатног цемента су:
- монокалцијумалуминат CA(CaO Al2O3) и C2S. Садржај Al2O3 не сме да буде мањи од 35%, при чему однос Al2O3 према CaO мора да се креће у границама 0.90 до 1.15. Алуминатни цемент има црнкасту боју, има врло брз прираст чврстоће у току времена, тако да се после једног дана остварује око 80% чврстоће која одговара старости од 28 дана. То значи да има врло брзу хидратацију. Међутим, продукти хидратације овог цемента нису стабилни, већ током времена долази до њихове постепене прекристализације која има за последицу пад чврстоће. Алуминатни цемент је отпоран у морској води, у „мекој“ води, као и у сулфатним водама. Међутим он је неотпоран у водама које садрже алкалије. Не сме се мешати са кречом, као ни са портланд цементом, јер у таквој мешавини долази до убрзаног везивања и до значајног пада чврстоће у односу на чврстоћу чистог алуминатног цемента.

### Суперсулфатни цемент
Овај цемент се добија финим млевењем гранулисане згуре (80-85%), анхидрата (10-15%) и извесне количине портланд цементног клинкера (до 5%). Одликује се великом финоћом млива (специфична површина је преко 4000 cm²/g) и врло ниском топлотом хидратације. И овај цемент тражи знатно већу количину воде за хидратацију. Отпоран је према деловању сулфата, као и према деловању морске воде, соне киселине, ланеног уља, фенола, разблажених раствора органских киселина идр. Овај цемент у Србији није стандардизован и производи се према поруџбини.

### Експанзивни цемент
Ово је цемент у чијем саставу су садржане супстанце које током хидратације доводе до стварања одређених експанзија, па се у првих 10-15 дана, испољава значајно ширење цементног камена. Ова експанзија може да износи и до 25mm/m. Цементи овога типа се не производе у Србији.

## Ознаке за цемент
У следећој табели дате су ознаке за цемент по европским стандардима.
| Назив                                | Ознака     |
| ------------------------------------ | ---------- |
| Портланд цемент                      | CEM I      |
| Портланд цемент са додатком згуре    | CEM II/A-S |
|                                      | CEM II/B-S |
| Портланд цемент са додатком пуцолана | CEM II/A-P |
|                                      | CEM II/A-Q |
|                                      | CEM II/B-P |
|                                      | CEM II/B-Q |
| Портланд композитни цемент           | CEM II/A-M |
|                                      | CEM II/B-M |
| Металуршки цемент                    | CEM III/A  |
|                                      | CEM III/B  |
|                                      | CEM III/C  |
| Пуцолански цемент                    | CEM IV/A   |
|                                      | CEM IV/B   |
| Композитни цемент                    | CEM V/A    |
|                                      | CEM V/B    |

Легенда уз табелу:
- A - учешће додатака од 6-20%
- B - учешће додатака 21-35%
- C - учешће додатака згуре 81-95%
- L - кречњак
- M - мешани додатак пуцолана и згуре
- P - природни пуцолан
- Q - активирани пуцолани
- S - згура високих пећи
- V - силикатни летећи пепео
- W - карбонатни летећи пепео

## Фабрике цемента у Србији
На територији Србије постоје четири фабрике цемента:

### Цементара Lafarge Беочин
Производи следеће врсте цемента:
- PC 42.5R
- PC 20M (S-L) 42.5R
- PC 20M (V-L) 42.5R
- PC 35M (V-L) 42.5N
- PC 35M (S-V-L) 32.5R

### Цементара Titan Косјерић
Производи следеће врсте цемента:
- PC 20S 42.5N
- PC 20M (V-L) 42.5N
- PC 35M (V-L) 32.5R

### Цементара Moravacem CRH[12]Поповац
Производи следеће врсте цемента:
- PC 42.5R
- PC 35M (V-L-S) 42.5N
- PC 35M (S-L) 42.5R

### Цементара Sharr Beteilgungs GmbHЂенерал ЈанковићКосово
- PC 52.5N
- PC 35M (P-W) 42.5N
- P55 30(P-W) 42.5N